# Anette Olzon

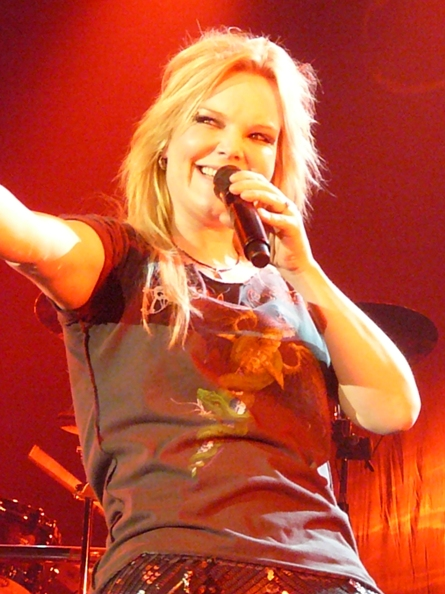
Anette Olzon (2009)

Anette Olzon (* 21. Juni 1971 in Katrineholm als Anette Ingegerd Olsson) ist eine schwedische Sängerin. Sie ist Sängerin der Bands Alyson Avenue und The Dark Element. Zuvor war sie von 2007 bis 2012 Sängerin der finnischen Symphonic-Metal-Band Nightwish. 2014 erschien ihr erstes Soloalbum Shine.

## Leben
Olzon wuchs in einer musikalischen Familie in Schonen auf. Sie lernte früh, Oboe zu spielen, begeisterte sich bereits als kleines Kind für Gesang und nahm an diversen Talentwettbewerben teil. Im Alter von 17 trat sie der Coverband Take Cover bei. Später wurde sie Sängerin der Band Alyson Avenue. Olzon studierte Musik am Kopenhagener Musikkonservatorium und an der Ballettakademie Göteborg. Während ihres Studiums nahm sie auch Gesangsunterricht. Heute beauftragt sie dafür gelegentlich einen Privatlehrer an der Musikhochschule Malmö. Mit 21 Jahren spielte Olzon eine zentrale Rolle im Rock-Musical Gränsland in Helsingborg. Es folgten Engagements bei weiteren Bands und Auftritte auf Hochzeiten und im Chor. Sie sang außerdem im Duett mit dem ehemaligen Jaded-Heart-Sänger Michael Bormann auf dessen Album Conspiracy.

### Die Zeit bei Nightwish

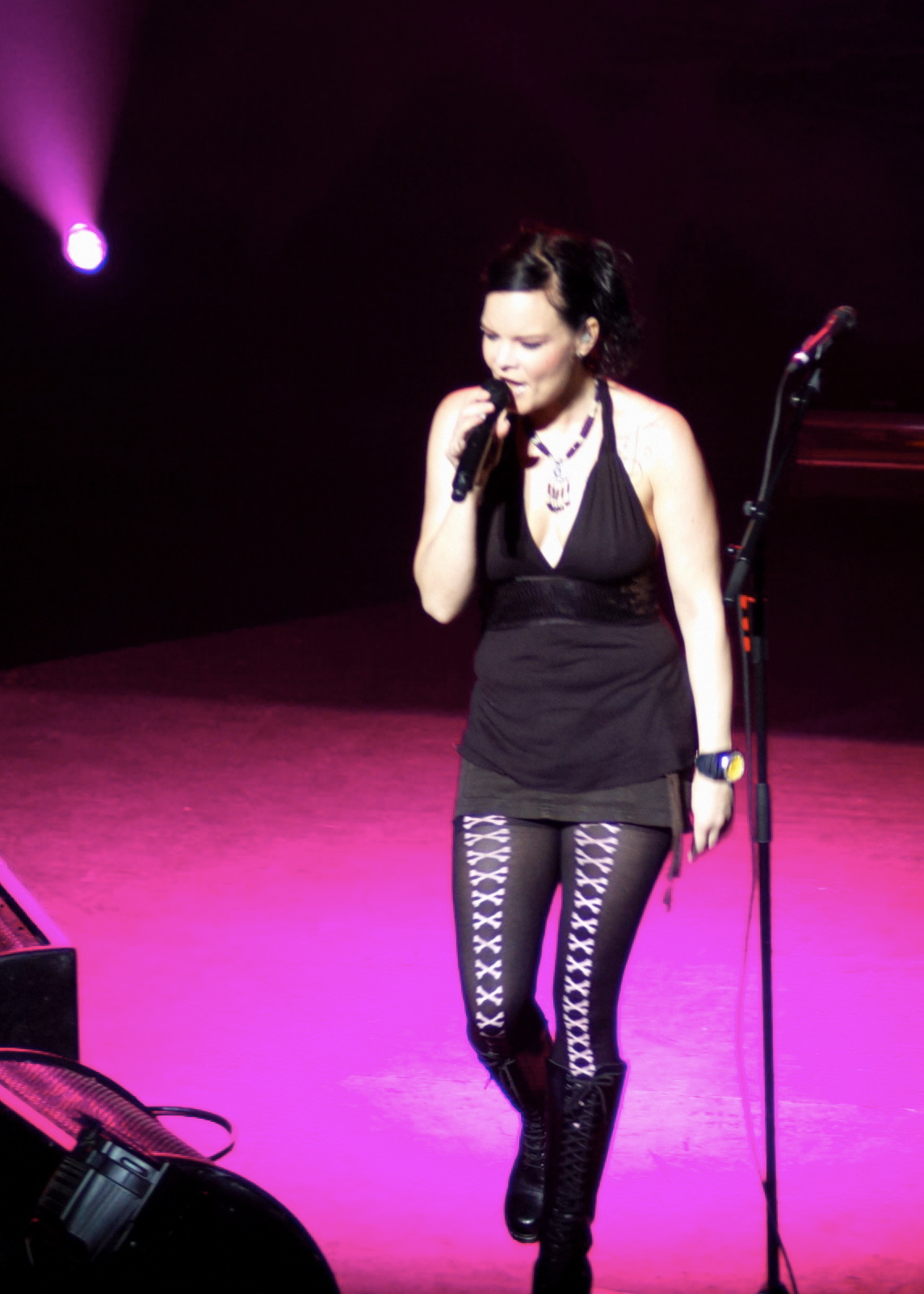
Olzon als Sängerin von Nightwish auf einem Konzert in Melbourne, Australien im Januar 2008

Nachdem sich Nightwish von ihrer ehemaligen Sängerin Tarja Turunen Ende 2005 getrennt hatte, wurde eine neue Sängerin gesucht. Die Band bat öffentlich um Bewerbungen. Im Januar 2007 verkündete die Band, dass man sich aus über 2000 eingesendeten Demoaufnahmen für eine Person entschieden habe, stellte Anette Olzon aber erst im Mai 2007 als neue Sängerin vor. Olzon hatte eine Coverversion des Nightwish-Liedes Ever Dream an Tuomas Holopainen, den Songwriter von Nightwish, geschickt. Er bat sie kurz darauf, die instrumentalen Versionen der Songs Nemo, Higher Than Hope und Wish I Had an Angel zu interpretieren. Holopainen gefielen auch diese Aufnahmen; er bat Olzon jedoch um einige Geduld hinsichtlich einer endgültigen Zusage. Erst eineinhalb Jahre später – und nach mehreren persönlichen Treffen zwischen Olzon, Holopainen und den anderen Bandmitgliedern – wurde sie die neue Sängerin von Nightwish. 
Am 1. Oktober 2012 verließ Olzon die Band „im Einvernehmen“.

### Solokarriere
Am 16. Dezember 2013 wurde ihre Single Falling in den iTunes Store gestellt und ein Video auf YouTube gestellt. 
Für den 28. Februar 2014 wurde die Veröffentlichung ihres ersten Soloalbums Shine angekündigt. Dieses wurde jedoch erst am 28. März 2014 veröffentlicht. Außerdem veröffentlichte ihr neues Plattenlabel EarRecords am 13. Februar 2014 die Singleauskopplung Lies auf der Videoplattform MyVideo und einen Tag später auf weiteren Websites weltweit. Am 10. September 2021 erschien das zweite Soloalbum Strong.

### The Dark Element
Im Jahr 2017 veröffentlichte Olzon mit Sonata-Arctica-Gründungsmitglied Jani Liimatainen unter dem Namen The Dark Element das gleichnamige Album. Im Jahr 2019 folgte das zweite Album des Projekts mit Namen Songs the Night Sings.

### Familienleben
Olzon hat mit ihrem Ehemann, dem Pain-Bassisten Johan Husgafvel, zwei gemeinsame Kinder; außerdem einen im Jahre 2001 geborenen Sohn aus einer Ehe mit dem Unternehmer Fredrik Blyckert, mit dem sie bis zur Scheidung 2008 in Påarp lebte. Sie lebt heute mit ihren drei Kindern und ihrem Ehemann im schwedischen Helsingborg und arbeitet in Vollzeit als Krankenschwester.

## Diskografie

### Mit Alyson Avenue
- 2000: Presence of Mind
- 2004: Omega

### Mit Nightwish (2007–2012)
- 2007: Dark Passion Play
- 2011: Imaginaerum

### Solo
Alben
- 2014: Shine
- 2021: Strong
- 2024: Rapture

Singles
- 2013: Falling (bei iTunes)
- 2014: Lies
- 2015: Shine
- 2021: Parasite

### Mit The Dark Element
- 2017: The Dark Element
- 2019: Songs the Night Sings

### Als Gastmusikerin
- 2006: Michael Bormann – Conspiracy
- 2008: Brother Firetribe – Heart Full of Fire
- 2008: Pain – Feed Us und Follow Me auf dem Album Cynic Paradise
- 2009: The Rasmus – October & April
- 2011: Alyson Avenue – Changes (Hintergrundgesang bei den Songs Liar, Into the Fire, Always Keep on Loving You, Fallen)
- 2012: Swallow the Sun – Cathedral Walls
- 2015: Black Mount Rise – Apart & Astray
- 2016: Secret Sphere – Lie to Me
- 2017: Power Quest – The Sixth Dimension